# District de Ramechhap
Le district de Ramechhap (en népalais : रामेछाप जिल्ला) est l'un des 77 districts du Népal. Il est rattaché à la province de Bagmati. La population du district s'élevait à 201 436 habitants en 2011.

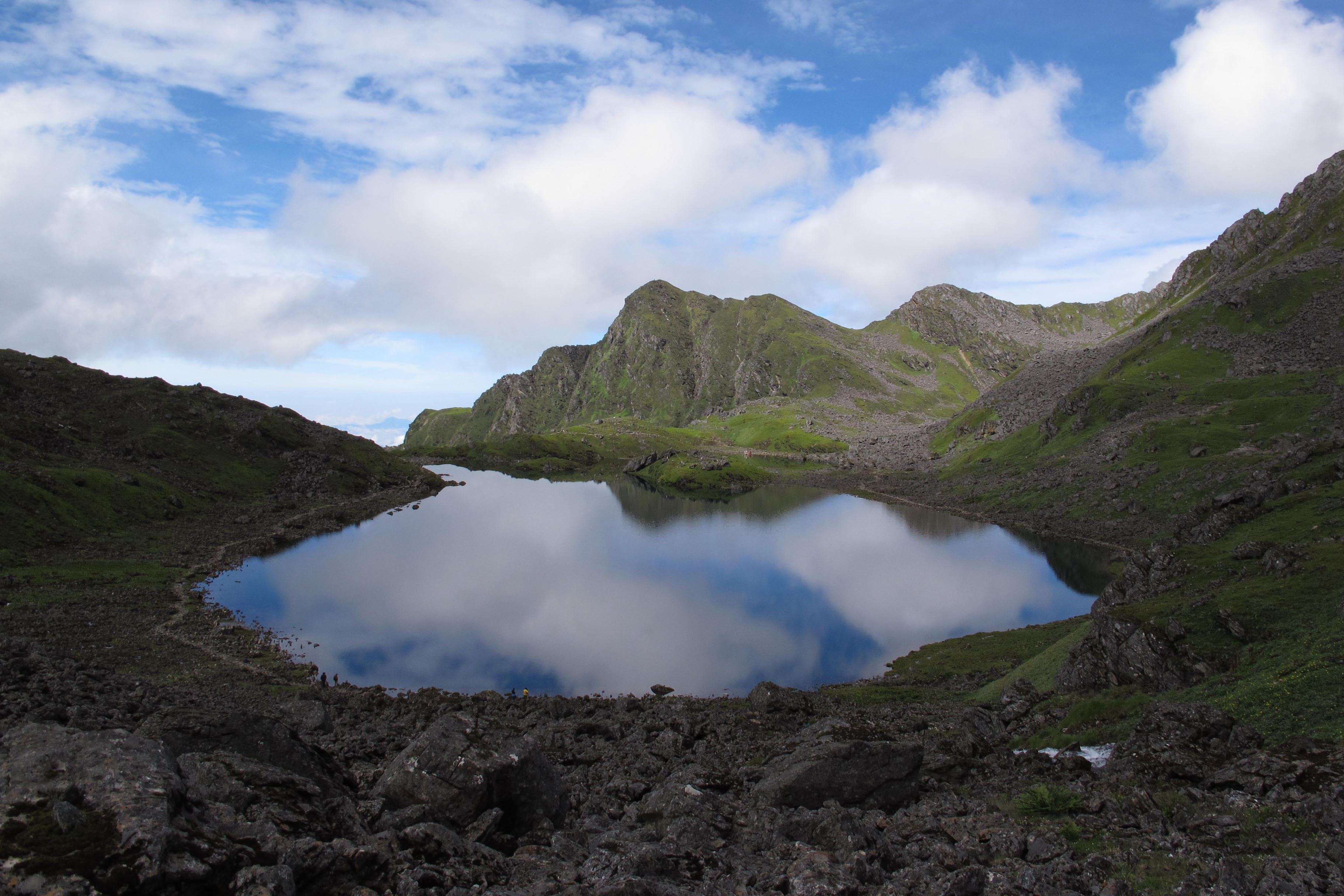
Panch Pokhari à Ramechhap

## Histoire
Il faisait partie de la zone de Janakpur et de la région de développement Centre jusqu'à la réorganisation administrative de 2015 où ces entités ont disparu.

## Subdivisions administratives
Le district de Myagdi est subdivisé en 6 unités de niveau inférieur, dont 2 municipalités et 6 gaunpalikas ou municipalités rurales.
| # | Nom              | Nom en népalais | Type         | Population (2011) | Superficie (km2) |
| - | ---------------- | --------------- | ------------ | ----------------- | ---------------- |
| 1 | Manthali         | मन्थली            | municipalité | 45 416            | 211,78           |
| 2 | Ramechhap        | रामेछाप            | municipalité | 28 612            | 202,45           |
| 3 | Umakunda         | उमाकुण्ड           | gaunpalika   | 17 601            | 451,99           |
| 4 | Khandadevi       | खाँडादेवी            | gaunpalika   | 25 761            | 150,7            |
| 5 | Gokulgaga        | गोकुलगङ्गा          | gaunpalika   | 20 058            | 198,4            |
| 6 | Doramba Shanlung | दोरम्बा शैंलुङ        | gaunpalika   | 22 738            | 140,88           |
| 7 | Likhu Tamakoshi  | लिखु तामाकोशी         | gaunpalika   | 23 109            | 124,51           |
| 8 | Sunapati         | सुनापती            | gaunpalika   | 18 141            | 86,98            |